# نورمان جوردن
نورمان جوردن (بالإنجليزية: Norm Jordan)‏ هو لاعب كرة قدم أسترالية أسترالي، ولد في 30 أغسطس 1888 في Prahran ‏ في أستراليا، وتوفي في 8 نوفمبر 1966 في Bayswater, Victoria ‏ في أستراليا.

## وصلات خارجية
- نورمان جوردن على موقع AustralianFootball.com (الإنجليزية)
- نورمان جوردن على موقع AFLtables.com (الإنجليزية)